# 橘枳蔡伯介
橘枳蔡伯介（学名：Triebelina chuchihia）为土菱介科蔡伯介屬下的一个种。